# アイザック・ニュートンのオカルト研究

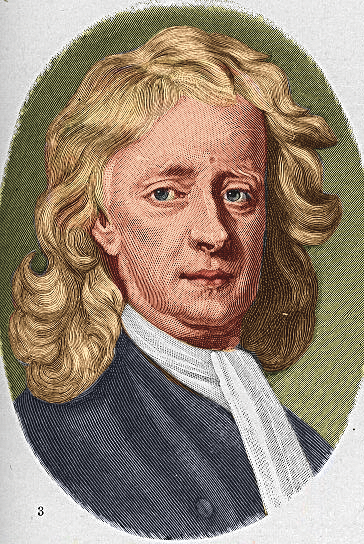
ニュートン。エノク・シーマンによる肖像画(1724)からの彩色版画

アイザック・ニュートンのオカルト研究（アイザック・ニュートンのオカルトけんきゅう）では、著名なイギリスの自然哲学者・数学者ニュートンのオカルトに関する研究について解説する。
科学者という用語や概念が登場してからは、「ニュートンは科学者」とも評されるようになったが、現在ではオカルト研究に分類される分野の著作も多く著しており、年代学・錬金術・聖書解釈（特に黙示録）についても研究していた。
ニュートン自身は、現代人が言うところの"科学的"研究の成果よりも、むしろ古代の神秘的な英知の再発見のほうが重要だと考えていた。1942年にニュートンの錬金術研究書を購入し、検討した経済学者のケインズは、「ニュートンは理性の時代 (age of reason) の最初の人ではなく、最後の魔術師だ」と発言した。
ニュートンの世界観・謙虚さを表す言葉に、「私は時折、普通よりはすべすべした小石や奇麗な貝殻を見つけて子供のように夢中になってきたけれど、私の目の前には依然として真理の大海が発見されずに横たわっていた」と晩年に言い残している。

## ニュートンの錬金術研究と著書
ニュートンのオカルト研究の大部分は、錬金術の研究であった。
ニュートンはあらゆる形の自然科学・物質科学に興味を抱いており、彼のよく知られる科学への貢献はここから生まれた。ニュートンの時代においては化学は生まれたばかりの分野で、実験研究は難解な言葉と曖昧な専門用語からなる、どちらかといえば錬金術やオカルティズムに近かった。ラヴォアジエの先駆的な研究のもと化学量論の実験が行われるようになり、分析化学が用語体系とともに現在知られている近代化学の形を取っていくのは、ニュートンの死後数十年後のことである。
ニュートンの錬金術に関する著書の多くは研究所の火災によって焼失している。錬金術への転向のため、ニュートンは錬金術を研究している間神経衰弱に罹っていたと考える者もいるが、実際は化学物質（水銀・鉛など）による中毒症状であったとする向きもある。
ニュートンの著書によれば、彼の錬金術師としての主要な目的はまず賢者の石（卑金属を金に変えると信じられていた物質）の発見であり、その次にエリクシルの発見であったと考えられる。
ニュートンの時代、錬金術の実験の一部は禁止されていた。これは悪徳医師が非現実的な実験結果をもとに裕福なパトロンから金をだまし取るのを防ぐため、などの理由があった。イギリス王家も、賢者の石が発見された場合に起こりうる金の価値の暴落を恐れており、錬金術への罰則は厳しかった。不許可の錬金術研究への罰としては、装飾された絞首台での絞首刑などが執行された。こうした事情のため、また科学者仲間への情報漏洩を恐れてニュートンは錬金術に関する著書をあえて出版しなかった。またニュートンは、ロバート・フックの例もあるように批判に敏感であり、また1693年以前微分積分学の体系的な情報を出し渋ったことでも有名である。ニュートンは生来の完全主義者で、未完成に見える資料を出版することを拒んだ。その証拠に、ニュートンは1666年に微分積分を着想して以来、1704年に発表するまで本人の弁で38年もの間を開けており、ニュートン・ライプニッツ論争 (en:Newton v. Leibniz calculus controversy) の原因ともなった。
1936年、ニュートンの未発表の著作が9代目ポーツマス卿のジェラルド・ワロップ（ニュートンの大叔母から文書を受け継いだ）の代理としてサザビーズの競売にかけられた。この文書は「ポーツマス文書」(Portsmouth Papers) として知られ、329冊のニュートンの草稿からなり、通常は錬金術に分類される内容が三分の一を占めていた。ニュートンの死に際して、これらの資料は「公表されるべきではない」と考えられ、死蔵されていた。
このオークションで、これらの文書の多くがケインズによって落札された。彼は生涯を通じてニュートンの錬金術書を収集していた。ケインズのコレクションの多くは、後に奇書収集家のアブラハム・ヤフダの手に渡った。彼自身もニュートン草稿の熱心なコレクターであった。
ケインズとヤフダが集めた文書の多くは、現在エルサレムのイスラエル国立図書館に所蔵されている。近年、ニュートンの錬金術に関する断片的な著作を収集・整理・複写してオンラインで自由に閲覧できるようにするプロジェクトがいくつか開始された。主要なものに、アメリカ国立科学協会の支援を受けたアイザック・ニュートン化学プロジェクト (The Chymistry of Isaac Newton Project)、イギリス芸術人文科学研究会議の支援を受けたニュートン・プロジェクト (The Newton Project)がある。さらに、イスラエル国立図書館はニュートン文書の高精細スキャン画像を多数公開している。

### 賢者の石
1963年のオークションで売却された資料には、ニュートンが賢者の石の獲得・開発に興味を示していたことを示唆しているものがある。これが最も目立っているのが「アルテフィウスの秘本」(Artephius his secret Book) と題した文書で、サブタイトルは「アルテフィウスの書の証人、ジョン・ポンタナスの書簡」とある。これらは他の著書からの引用集である。「"Nicholas Flammel, His Exposition of the Hieroglyphicall Figures which he caused to be painted upon an Arch in St Innocents Church-yard in Paris. Together with The secret Booke of Artephius, And the Epistle of Iohn Pontanus: Containing both the Theoricke and the Practicke of the Philosophers Stone"」ニュートンは、ラツァルス・セッツナー(Lazarus Zetzner)の『化学劇場(Theatrum Chemicum)』に収録されたこの著作のラテン語版を参照したとも考えられる。『化学劇場』は『Turba Philosophorum』を始めとしたヨーロッパの錬金術の写本と関連する本である。前掲の資料に登場するニコラ・フラメルは、しばしば賢者の石の発見・初期のタロット・ヒエログリフなどと関連して語られる。アルテフィウスと彼の秘本もまた、17世紀の錬金術師の関心の対象であった。
他にも、ニュートンのコレクションには「アノ・ドミニのエドワルドゥス・ジェネロサス・アンギリクス・イノミナトゥスによる「繁栄の秘宝」要約1562年」という28ページの論文があり、賢者の石・生物の石もしくは天使の石・未来の石もしくはモーゼの魔法の石・野菜の石もしくは成長する石について書かれており、錬金術の詩も含まれている。

## 聖書研究
1704年に書いた草稿で、ニュートンは聖書から科学的情報をくみ取ろうとしているが、ここでニュートンは世界は少なくとも2060年までは滅びないと予測した。ニュートンはこの予言に関して「この指摘は、終末がいつ来るか断言するものではない。空想家による性急な当て推量と、それが外れることによって神聖な予言に疑惑が湧くことを防ぐためのものである」と言っている。

### ソロモン宮殿
ニュートンは、ソロモン宮殿（ソロモン王が築いた、エルサレム神殿の原型）に関して広範な研究と著述を行っており、彼の洞察は『古代王国年代記』(The Chronology of Ancient Kingdoms) にまとめられている。ニュートンの一次ソースは旧約聖書の列王記で、みずからヘブライ語からの翻訳を行っている。

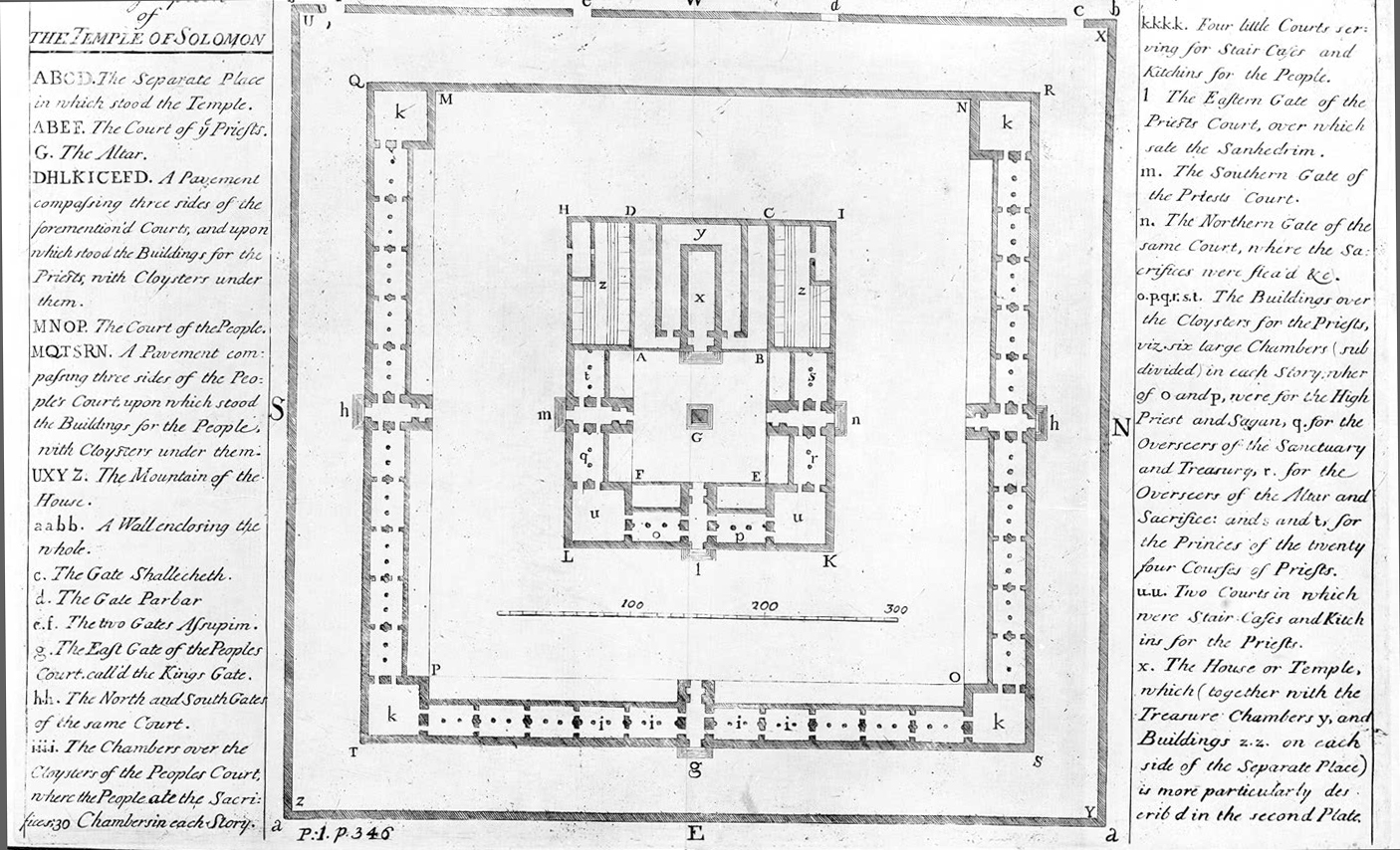
ニュートンによるソロモン宮殿の図解。列王記上巻の記述に拠る。ロンドンで1728年に発表された

旧約聖書に加え、ニュートンは様々な古今の資料を参照した。古代の資料には神聖な知識がこめられており、また宮殿の各所に見られる均衡それ自体も神聖であると考えていた。このためニュートンはギリシャ・ヘレニズム建築に加え、ウィトルウィウスなど古代ローマの資料をも調査し、神秘的な知識を求めた。このような考え方は “prisca sapientia”（神聖な知識）と呼ばれ、ニュートンの時代の学者には一般的な考え方であった。
ニュートンが使用した近い時代の資料としては、フアン・バウティスタ・ビリャルパンド (Juan Bautista Villalpando) が数十年前ほどに発表した『エゼキエル書研究』(Ezechielem Explanationes) がある。この中でビリャルパンドはエゼキエル書の視点について書いており、ソロモン宮殿の解釈と精密な再現も含まれている。当時ビリャルパンドの研究はヨーロッパ中の興味の的となり、後世の建築家や学者に大きなインパクトを与えた。
聖書の研究家としては、ニュートンはまず黄金比・円錐曲線・正投影図などの調和に基づくソロモン宮殿の神聖幾何学に興味を示し、またソロモン宮殿の特性と均整にはさらなる隠された意味があると考えた。ニュートンは、聖書に書かれた宮殿の寸法は円周率と半球の体積 {\displaystyle V=(2/3)\pi r^{3}} に関係した数学の問題であり、さらに大局的に見れば地球の大きさや、地球での人間の配置を示すものであるとした。
ニュートンは、ソロモン宮殿がソロモン王の特別な眼と聖なる助けによってデザインされたと信じ、宮殿をかたちづくる幾何学は単に数学上の青写真というだけでなく、時間軸をたどるヘブライの歴史の年代記を表しているとした。ニュートンが宮殿について書いた章を、本に書かれた歴史の流れに直接関係しないにもかかわらず『古代王国年代記』に加えたのはこういった理由からである。
ニュートンは、古代の哲学者・学者・聖書の人物の著書に聖なる知識が込められているのと同様に、建築の中にもそれが込められていると考えた。これらの人物は、複雑な暗号と象徴的・数学的な言葉を隠しており、解読すれば自然の運行に関する秘められた知識を解き明かすことができると信じていた。
1675年、ニュートンは『マナ――錬金術的性質についての論考』(Manna—a disquisition of the nature of alchemy) の複製に注釈をつけた。この匿名の論文は学者仲間のエゼキエル・フォクスクラフト (Ezekiel Foxcroft) から譲られたものである。ニュートンは、自身のソロモン宮殿研究の理論を反映した注釈をつけている。
ニュートンの時代、ヨーロッパではソロモン宮殿への関心が高まっていた。ビリャルパンドの発表の成果もあったが、精密な版画や模型が流行し、様々なギャラリーで公に目にすることができたためでもあった。1628年、ユダ・レオン・テンプロ (Judah Leon Templo) はエルサレム神殿とその周辺の模型を作り、好評を博した。その後1692年ごろ、ゲルハルト・スコット (Gerhard Schott) はクリスティアン・ハイッリッヒ・ポステル (Christian Heinrich Postel) の作曲したオペラのハンブルクでの上演のために細密模型を作った。この、高さ13フィート（約3.96メートル）幅80フィート（約24.38メートル）の巨大模型は1725年に売却され、1723年にはすでにロンドンで呼び物として展示されていた。さらにその後1729年から1730年までロンドンの王立取引所（ロイヤル・エクスチェンジ）に展示され、半クラウンで観覧可能であった。ニュートンの宮殿に関するもっとも包括的な研究成果は『古代王国年代記』にみられるが、これは彼の死後1728年に公表されたもので、宮殿への関心をさらに高めることとなった。

### ニュートンの予言
ニュートンは、自身を聖書の記述を解釈する使命のため神に選ばれたひとりだと考えていた。ニュートンは聖書の予言的解釈を強く信じており、プロテスタントのイングランドでの多くの同時代人と同様、ジョセフ・ミード (Joseph Mede) の教えと研究に親近感と賞賛を抱いていた。
さらに、ニュートンはいわゆるバイブル・コード（聖書に隠されているとされる暗号）の調査と解釈に生涯の多くを捧げた。ニュートンはヨハネの黙示録の解釈に重点を置き、黙示録に多くの書き込みを行い、自分なりの解釈を詳説した草稿を残している。予言者という言葉の本来の意味とは裏腹に、ニュートンはすでに存在する聖典から予言を読み取ろうとした。彼に言わせれば「ほとんど理解されていない」解釈よりも自分の解釈のほうが記録を直接に示すことができると考えた。ニュートンの死から27年後の1754年、彼の論文の「聖書にまつわる2つの堕落についての歴史的事実」(An Historical Account of Two Notable Corruptions of Scripture) が公表されることとなった。ニュートンはこの中では予言について語っていないが、ニュートンが聖書の膾炙した誤解と考えた箇所がよく分かる内容となっている。
ニュートンはこれらの研究では、いわゆる「科学的」なアプローチはとっていないものの、確かな根拠による研究成果として記している。

### 「2060年」
2003年の2月から3月にかけて、多くのメディアが確かにニュートンによって書かれた無名・未発表の文書に注目した。この文書で、ニュートンは少なくとも2060年までは世界は滅びないと予測していた。このニュースは広く関心を集め、イギリスのデイリー・テレグラフ紙、カナダのナショナル・ポスト紙、イスラエルのマーリヴ (en:Maariv) 紙、イェディオト・アハロノト紙など大新聞の一面を飾り、ネイチャー誌などの科学雑誌でも特集が組まれた。その翌週、テレビやインターネットではさらに大きくこれを取り上げ、しまいには2060年の予言や、ニュートンの知られざる思想や研究を取り上げるドキュメンタリー映像も制作された。科学的合理性の権化といった一般的なニュートン像と、不合理な「世界の終わり」の予言の対比はそれ自体が避けがたくセンセーショナルな話題となった。
この予言について詳述している2つの文書は、現在エルサレムのイスラエル国立図書館に保管されている。アイザック・ニュートン「卿」(Sir Isaac Newton) と記してあることなどから、どちらもニュートンの晩年（1705年以降）に書かれたと考えられている。
これらの文章は出版する意図を持って書かれたものではないようで、ニュートンはこの中で人気取りのために黙示録の日を推測するものに対する個人的な強い嫌悪を表明している。また、ニュートンはこれらの文書の中で具体的な終末の日の日付を書いていない。
ニュートンの予測を理解するためには明らかな反三位一体論、教皇への宗教的視点など彼の神学上の信念を踏まえなければならない。このどちらもニュートンの計算にとって必須の要素であり、2060年という期間に密接に関係している。詳しくはアイザック・ニュートンの宗教的視点 (en:Isaac Newton's religious views) を参照。
最初の資料はヤウダ・コレクションの一部で、手紙の紙片である。この裏にニュートンはダニエル書に関して以下のように走り書きしている。
2060年予測に関する二つ目の資料はフォリオ判の以下のような記述である。
明らかに、ニュートンの数学的な終末予測は聖書の解釈のみに拠るものではなく、彼個人の神学的視点を通した特有の年代解釈にも基づいている。
ニュートンは2060年以降の出来事について、地球とそこに住む生物の消滅といった風に明言はしておらず、どちらかといえば神聖なる霊感を受けた平和な時代への移行とともに、世界が新しいものに置き換えられると信じていた。キリスト教やイスラム神学では、このような概念はイエスの再臨や神の王国の樹立として見受けられる。別の草稿では、ニュートンは黙示録21章と22章について以下のような解釈を書いている。

## ニュートンの年代学
ニュートンは年代学に関しても広く著書を残している。1728年の『古代王国年代記』(en:The Chronology of Ancient Kingdoms) は、およそ8万7千語の構成で様々な古代王国の興亡について詳説している。ニュートンみずから出版のための校正を行い、大半は校正済みであったが、結局『古代王国年代記』が出版されたのは彼の死後であった。このような事情から、この本はニュートンが校正済みの最後の著書のひとつとして数えられる。1701年前後にも、ニュートンは『君主制の原型』(The Original of Monarchies) と題する30ページの未発表書簡を執筆しており、この中では古代全体から数人の王の興りを取り上げ、ノアの人物像までさかのぼって検討している。
ニュートンの年代記はヨーロッパ中心主義で、原初の記録としてギリシャ・アナトリア・エジプト・レバントを取り上げている。ニュートンの記述の多くは正しい歴史上の知識に基づいていない。ニュートンはいくつかの先史時代の出来事を聖書の記述から取り上げており、歴史上の最古の記録を紀元前1125年としている。ニュートンはここでアスワンからヘリオポリスまでの上エジプトの支配者としてメフレス (Mephres) を取り上げている。だが、現在知られる紀元前1125年のファラオはラムセス9世である。
ニュートンが算定した年代は、大部分はヘロドトス・プリニウス・プルタルコス・ホメロスなど様々な古代の歴史家・作家・詩人の著書に基づいており、原典からして二次ソースや年代が不確かな口承記録に基づいていることが多い。ニュートンの年代学の方法は様々な原典から歴史上の情報を集め、当時の理解・基準・手に入る史料をもとに年代を割り出して整理する、というものであった。

### アトランティス
『古代王国年代記』にはアトランティスについて述べている節がいくつか見られる。まず「Short Chronical」の章で、ホメロスの『オデュッセイア』においてオデュッセウスがオギュギア島に漂着したのを紀元前896年としている部分である。ギリシャ神話において、オギュギア島はアトラース（アトランティスの語源でもある）の娘カリュプソーの故郷である。オギュギア島とアトランティスは位置的に繋がりがあり、同じ島のことを指しているのではないかとする学者もいる。ニュートンはオギュギア島の候補としてカディス (Cadis) とカレス (Cales) を挙げているが、特に理由は挙げていない。また同資料の中でニュートンは、古代の史料に拠ればアトランティスはヨーロッパ・アフリカ・アジア全域と同じくらい広大であったが海に沈んだと書いている。